# Suillia variegata
Suillia variegata – gatunek muchówki z rodziny błotniszkowatych.
Gatunek ten opisany został w 1862 roku przez F. Hermanna Loewa jako Helomyza variegata.

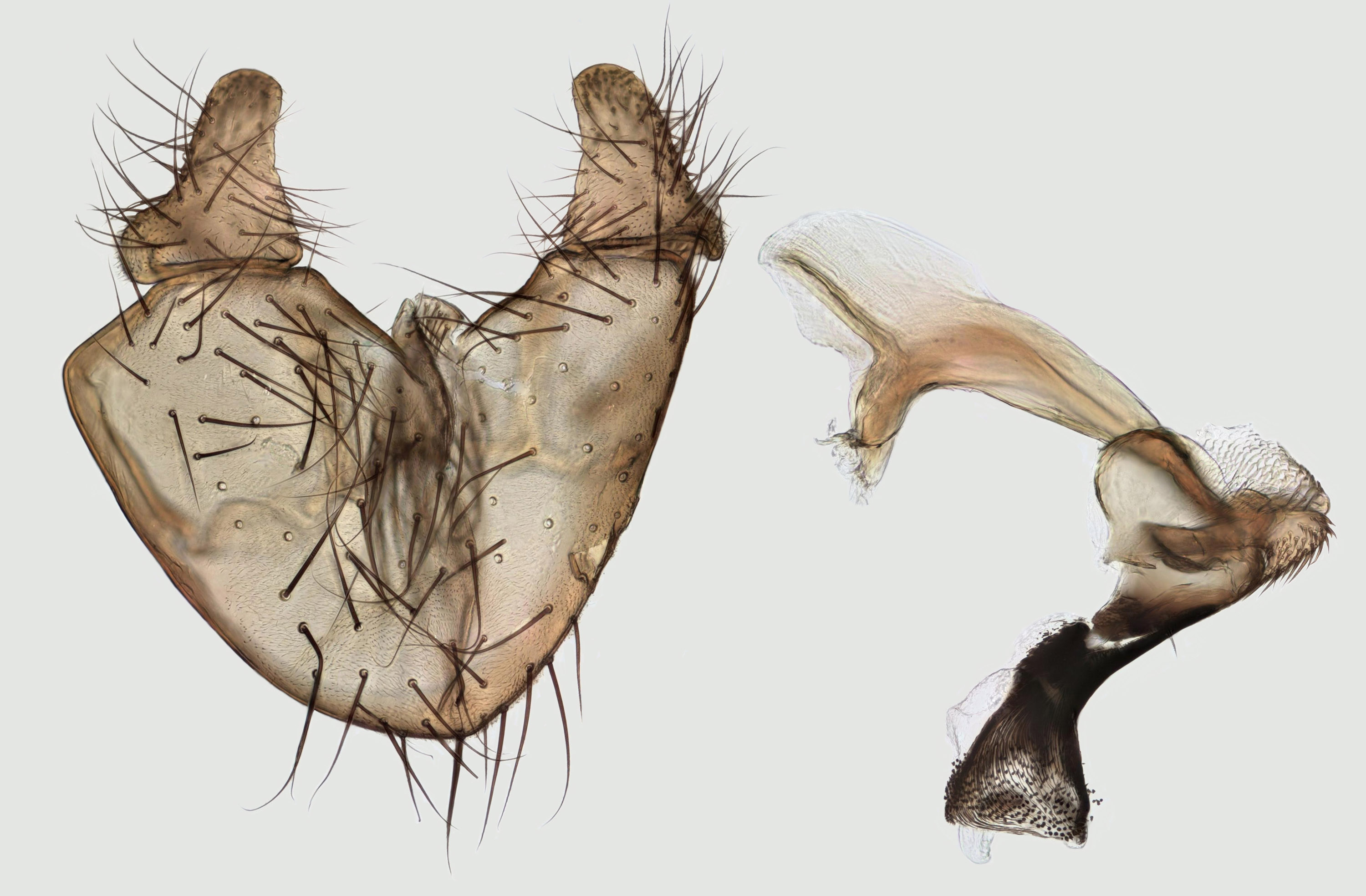
Narządy genitalne samca

Muchówka o ciele długości od 5,6 do 6 mm u samców i od 6,5 do 7 mm u samic. Głowa jej jest zaopatrzona w dwie pary wibrys u nasady których leży para ciemnych plamek. Czułki cechuje biczyk o pierzastym owłosieniu dłuższym niż szerokość trzeciego członu. Tułów charakteryzuje owłosienie anepisternum, anepimeronu i wszystkich brzegów tarczki, łysy środek tarczki oraz dwie pary włosków pośrodku przedpiersia. Skrzydła mają u samca od 5,3 do 5,9 mm długości i od 2 do 2,1 mm szerokości, a u samicy od 5,7 do 6 mm długości i około 2,1 mm szerokości. Wierzchołkowa część skrzydła jest zaopatrzona w rejon wyraźnego zaciemnienia, jeszcze ciemniejszą plamkę i dwie plamki białe. Odwłok samicy odznacza się segmentem szóstym nieco krótszym niż siódmy. Samiec ma aparat kopulacyjny o małych, zwężonych ku wierzchołkom i symetrycznie umieszczonych gonostylach.
Owad znany z Portugalii, Hiszpanii, Irlandii, Wielkiej Brytanii, Francji, Belgii, Holandii, Niemiec, Danii, Szwecji, Szwajcarii, Austrii, Włoch, Polski, Czech, Słowacji, Węgier, Ukrainy, Rumunii, Bułgarii, Grecji, Turcji, Cypru, Afryki Północnej, Kenii, Bliskiego Wschodu, wschodniej Palearktyki.